# Uniondale (Indiana)
Uniondale és una població dels Estats Units a l'estat d'Indiana. Segons el cens del 2000 tenia 277 habitants.

## Demografia
Segons el cens del 2000, Uniondale tenia 277 habitants, 109 habitatges, i 74 famílies. La densitat de població era de 486,1 habitants/km².
Dels 109 habitatges en un 35,8% hi vivien nens de menys de 18 anys, en un 51,4% hi vivien parelles casades, en un 12,8% dones solteres, i en un 31,2% no eren unitats familiars. En el 29,4% dels habitatges hi vivien persones soles el 16,5% de les quals corresponia a persones de 65 anys o més que vivien soles. El nombre mitjà de persones vivint en cada habitatge era de 2,54 i el nombre mitjà de persones que vivien en cada família era de 3,19.
Per edats la població es repartia de la següent manera: un 27,8% tenia menys de 18 anys, un 8,3% entre 18 i 24, un 26,7% entre 25 i 44, un 20,2% de 45 a 60 i un 17% 65 anys o més.
L'edat mediana era de 38 anys. Per cada 100 dones de 18 o més anys hi havia 90,5 homes.
La renda mediana per habitatge era de 40.469 $ i la renda mediana per família de 48.750 $. Els homes tenien una renda mediana de 38.571 $ mentre que les dones 22.500 $. La renda per capita de la població era de 18.743 $. Entorn del 2,7% de les famílies i el 2,3% de la població estaven per davall del llindar de pobresa.

## Poblacions més properes
El següent diagrama mostra les poblacions més properes.